# Иоанниты (секта)
Иоанни́ты (также иоанни́тки или хлысты́-киселёвцы) — псевдоправославная спекулятивная секта, образовавшаяся в Российской империи в начале XX века среди почитателей протоиерея Иоанна Кронштадтского, видевших в нём новое воплощение Христа. Русской православной церковью рассматривалось как одно из течений в хлыстовстве и именовалось хлыстами-киселёвцами. Основную часть иоаннитов составляли женщины.

## История
Секта возникла в Кронштадте, в 1895 году очагом секты стал Ораниенбаум, в него переселилась из Кронштадта мещанка Матрёна Ивановна Киселёва. Матрёну Киселёву и Назария Дмитриева посещал в Ораниенбауме Иоанн Кронштадтский для совершения молебнов и исповеди.
Иоанна Кронштадтского иоанниты называли «селением Божиим», «жилищем Святой Троицы — Бога Отца, Сына и Святого Духа, Которые в нём почивают»; говорили, что «в батюшке Кронштадтском явился во плоти Бог, он оправдал себя в Духе, показал себя ангелом и в народах проповедан» и т. п. Матрёну Киселёву иоанниты называли «богородицей», Порфирией, «порфирою Царя царей». Есть сведения, что иоанниты на своих собраниях причащались хлеба и вина из чаши с изображением Иоанна Кронштадтского, считая это печатью, по которой Иоанн Кронштадтский, признаваемый ими воплотившимся Триипостасным Богом, узнает в день Страшного суда своих последователей и спасёт их. Кроме обожествления личности Иоанна Кронштадтского и обожения Матрёны, иоанниты боготворили пятерых главных сподвижников Матрёны: крестьянина Назария Димитриева (называемого сектантами «старцем» или «отцом» Назарием), «болящего Матфея», именуемого «Псковским», Василия Пустошкина и Михаила Петрова.
Секта быстро распространилась по всей России, преимущественно благодаря «нахальному и кощунственному» использованию имени протоиерея Иоанна Кронштадтского, который был известен всем не только грамотным, но и неграмотным русским людям. Народ называл отца Иоанна молитвенником Русской земли, всегда жаждал видеть его в лицо, получить его благословение, присутствовать при совершаемых им богослужениях. Расстояния не составляли препятствия для путешествия в Кронштадт. Портреты Иоанна Кронштадтского, от художественной работы и фотографий до лубочного изделия коробейников, продавались не только в городах, но и в захолустных селениях, и редко можно было найти дом благочестивого и верующего крестьянина, в котором бы не было портрета кронштадтского священника. Многие (движимые благоговейным уважением к отцу Иоанну) ещё до его канонизации вешали его портреты рядом с иконами и возжигали пред ними лампадки. Иные наивно полагали, что протоиерей Иоанн возносит Богу какие-то другие молитвы, чем те, которые они слышали в своих приходских храмах, и искали случая приобрести их. Третьи желали иметь на память какую-либо вещь от Иоанна Кронштадтского — просфору, свечу, ладан и т. п.
Популярностью протоиерея Иоанна среди простого народа воспользовались, с одной стороны, любители «лёгких денег», обиравшие доверчивых людей, собирая пожертвования по всей России то «на рясу батюшке», то «на карету», то на «вселенскую свечу», то на церковь, которую он строил на родине, то на монастырь и т. п., а с другой стороны — проходимцы с хлыстовской настроенностью и настоящие хлысты, которые уже в 1902 году представляли собою настоящую секту. Её руководители, привлекая к себе именем Иоанна Кронштадтского его почитателей, рассеянных по всей России и во множестве стекавшихся в Кронштадт на богомолье, путём разного рода обманов обирали их, не гнушаясь мошеннически выманивать у иных даже последние средства.
В октябре 1905 года умерла иоаннитская «богородица» Порфирия Киселёва и погребена была на ораниенбаумском городском кладбище. На могилу ее иоанниты начали совершать ежедневные паломничества, читали здесь акафисты и, уходя, брали могильный песок себе на память. После смерти Киселевой во главе секты стали — Большаков и Пустошкин.
С 1905 года иоаннитами заинтересовались светские газеты, а с 1906 года они сами стали заниматься издательской деятельностью. Появился журнал «Кронштадтский маяк» с приложением многочисленных брошюр. Главным редактором журнала стал некий Максимов с сомнительной репутацией издателя бульварных листков, а ответственным редактором — крестьянин Николай Большаков, до этого 27 лет служивший в банях Петрова. Журнал этот был рассчитан на невежественных читателей. Однако в нём публиковались и отрывки из статей, и высказываний Иоанна Кронштадтского — конечно же, без его ведома и согласия.
Смерть Иоанна Кронштадтского ещё больше развязала руки сектантам. Пропаганду своего еретического учения они вели преимущественно путём литературным, во множестве распространяя среди православного русского народа, через особых книгонош, разного рода брошюры и сочинения, в которых, выдавая себя за истинных будто бы последователей Православной церкви Христовой, дерзали проповедовать от имени сей Церкви своё лжеучение. Вообще они, сначала вводя тонкую прелесть в души легковерных, затем стремились «совершенно отвести их от заповедей Божьих ко следованию своим безумным басням». Во главе стройной организации книгонош иоаннитов стоял Большаков; к концу 1908 года под его руководством 618 книгонош продавали сектантские книги в 45 губерниях.
Против ложного учения иоаннитов писали Неофит (Следников), Феодосий Кирика, Владимир Трофимов, Григорий Щелчков, Григорий Вечерний, Михаил Ремезов, Николай Чепурин, Дмитрий Боголюбов, Илья Алексеев, Владимир Терлецкий, Александр Афанасьев, Иоанн Смолин; Тимофей Буткевич.
На IV Всероссийском миссионерском съезде 1908 года сектанты были разделены на две разновидности: просто мошенники и шарлатаны, использующие имя Иоанна Кронштадтского для корыстных целей, уверяя при этом, что их благословил на то отец Иоанн, и искренне заблуждающиеся, убеждённые в истине того, что проповедовали иоанниты (название иоанниты съезд решил тогда оставить за сектантами).
В 1912 году Святейший синод, принимая во внимание угрожающий для Церкви характер пропаганды этих сектантов, определил:

1. сектантов, так называемых «иоаннитов», впредь именовать в официальных церковных актах и в миссионерской полемике с ними «хлыстами киселёвского толка» или просто «хлыстами-киселёвцами», по имени главной основательницы Матрёны (у сектантов — Порфирии) Ивановой Киселёвой, умершей в 1905 г.;
2. Матрёну (Порфирию) Иванову Киселеву, Назария Димитриева, Василия Феодорова Пустошкина, Матфея — по прозванию Псковского (умершего) и Михаила Иванова Петрова, коим по преимуществу воздается кощунственное, богохульное и еретическое почитание, объявить основателями и распространителями хлыстовщины киселёвского толка, а Николая Иванова Большакова (умершего), Ивана Артамонова Пономарёва, Ксенофонта Виноградова и Илью Алексеева Алексеева — главными распространителями лжеучения названной секты;
3. в часовне, где погребена Матрёна (Порфирия) Киселева, безрассудно принимавшая при жизни божеское поклонение, воспретить всякие церковные молитвословия, как заупокойные, так, тем более, читаемые там разными женщинами акафисты, относимые к её личности;
4. журнал «Кронштадтский Маяк» с приложениями к оному и изданные редакцией названного журнала, особенно за подписями Н. И. Большакова и В. Ф. Пустошкина, брошюры: «Правда о секте иоаннитов», «Как нужно жить, чтобы богатому быть и чисто ходить», «Прошло красное лето, а в саду ничего нет», «Голос истинной свободы», «К свободе призвал нас Господь», «Ключ Разумения», «XX век — о кончине мира и Страшный суд», «Той земли не устоять, где начнут уставы ломать» или «Церковь Христова в опасности», «XX век — отчего разрушались царства», «Ещё днём закатится солнце», «IV Всероссийский миссионерский съезд и современные ревнители православия», «Подражайте в вере Божьей о. Иоанну Кронштадтскому», «Мысли последователей о. Иоанна Кронштадтского», «Наши стражи благочестия», «Суд иоаннитов» и все другие брошюры, проводящие те же взгляды, а равно кощунственный «акафист» И. А. Пономарёва предать осуждению, как содержащие в себе и защищающие кощунственное, богохульное и еретическое учение секты хлыстов киселёвского толка;
5. вменить в обязанность духовенству, миссионерам и миссионерским учреждениям, сверх означенных в определении Св. Синода от 4—11 дек. 1908 г. за № 8814 пп. 4 и 6 мероприятий, в деле вразумления хлыстов киселёвского толка употреблять те меры, которые одобрены Св. Синодом для вразумления вообще хлыстов, а в предотвращении распространения учения хлыстов киселёвского толка иметь неослабленный надзор за книгоношами этой секты и пресекать всеми законными способами их вредную деятельность и
6. сверх того, обратиться ко всей Российской православной пастве с посланием от имени Св. Синода, в каковом послании выяснить гибельность лжеучения хлыстов-киселёвцев и призвать к покаянию тех, кто поддался его обольстительному влиянию; о чём, во всеобщее известие по духовному ведомству, напечатать в «Церковных Ведомостях».

Примечание:

Согласно пп. 4 и 6 определения Св. Синода от 4—11 дек. 1908 г. духовенство должно с особенной осторожностью относиться к лицам, подозреваемым в принадлежности к этим сектантам, при совершении над ними таинств, требуя от них отречения от заблуждений; лиц, упорных в этом лжеучении, после увещаний, подвергать отлучению от Православной Церкви.

Так как Иоанн Кронштадтский предсказывал падение монархии и воцарение Антихриста, иоанниты не приняли Октябрьскую революцию и советскую власть и стали одной из ветвей катакомбной церкви. После смерти отца Иоанна общины «иоаннитов» продолжали существовать ещё более двух десятилетий, пока не были подвергнуты жесточайшим репрессиям со стороны советской власти в 1920—1930-х годах.

## Иоанниты в искусстве

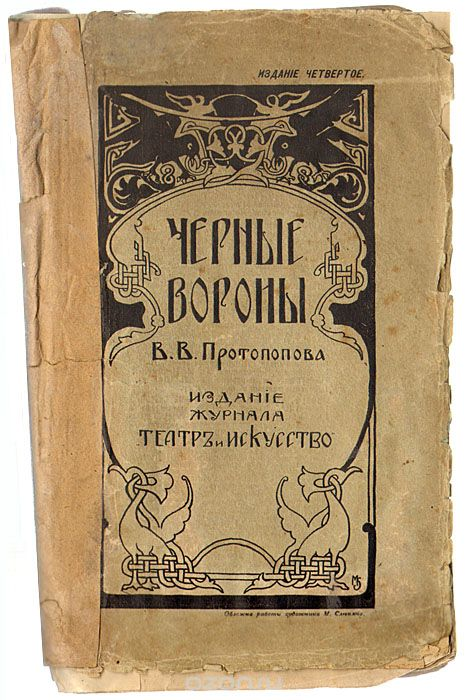
Чёрные вороны. Обложка работы художника М. Слѣпяна

Иоаннитам был посвящён роман «Иоанниты», изданный в газете «Петербургский листок». В этом сочинении Иоанн Кронштадтский был изображён как псевдоцелитель, а его сторонники — иоанниты как фанатики-сектанты.
Роман послужил основой для создания одного из самых известных сочинений Виктора Протопопова — пьесы «Чёрные вороны». Пьеса была написана автором в Вологде, во время революции 1905 года, в ней Протопопов изобразил иоаннитов и Иоанна Кронштадтского в том же виде, как и в вышеупомянутом романе. Пьеса была напечатана в журнале «Театр и искусство» в 1907 году. Перед её публикацией Протопопов отправил своё произведение в Духовное ведомство миссионеру Булгакову, чтобы выяснить его взгляд и заключение о пользе или о позволительности постановки пьесы в театре. Булгаков ответил Протопопову на бланке петербургского епархиального миссионера, что не только «как знаток дела иоаннитов находит изображение их вполне отвечающим истине и действительности», но и благодарит Протопопова, что с помощью театра он задумал бороться с явлением, которое «кладёт пятно на Церковь». После этого Протопопов издал свою пьесу вместе с рецензией Булгакова. За два года это сочинение было переиздано ещё четыре раза. Пьеса была поставлена в Невском театре Неметти в декабре 1907 года, где шла на сцене почти ежедневно при полном зале. Она была представлена публике во многих театрах Российской империи и имела огромный успех. Пьеса была переведена на французский, немецкий, итальянский, английский и армянский языки. Однако в «благонамеренной печати» появился ряд статей против «Чёрных воронов». Усилиями черносотенца епископа Курского и Обоянского Питирима (Окнова) пьесу «Чёрные вороны» местные власти запретили в Курске. Московские власти после обращения к ним монархистов постановку пьесы в Москве запретили. С целью запретить пьесу в Российской империи в Петербург приехали епископ Саратовский Гермоген (Долганёв), епископ Орловский Серафим (Чичагов) и протоиерей Иоанн Восторгов, 11 декабря 1907 года их принял император Николай II; в течение полутора часов Гермоген рассказывал монарху, как левая печать и общество травят болящего Иоанна Кронштадтского и в лице его православную церковь и веру. Царь по телефону передал приказ Петру Столыпину немедленно и везде снять с репертуара пьесу «Чёрные вороны». В 1917 году, после Октябрьской революции, в РСФСР запрет на пьесу отменили и в этом же году режиссёр Михаил Бонч-Томашевский и продюсер Пауль Тиман сняли художественный фильм «Чёрные вороны», поставленный по пьесе Протопопова.